# Justice of the Wild
Justice of the Wild è un cortometraggio muto del 1913 diretto da Frank E. Montgomery.

## Trama
Una donna indiana, per vendicare l'assassinio del proprio padre, uccide il marito - un uomo senza legge - colpevole del delitto.

## Produzione
Il film fu prodotto dalla Nestor Film Company. Venne girato al Providencia Ranch, a Hollywood Hills (Los Angeles).

## Distribuzione
Distribuito dall'Universal Film Manufacturing Company, il film - un cortometraggio in due bobine - uscì nelle sale cinematografiche USA il 29 settembre 1913.